# Roberto Cabañas
Roberto Cabañas (Pilar, 20 april 1961 – Asuncion, 9 januari 2017) was een Paraguayaans voetballer. In zijn carrière heeft hij bij verschillende clubs in Europa, Noord- en Zuid-Amerika gespeeld. In 1983 werd hij topscorer in de North American Soccer League.

## Interlandcarrière
Cabañas speelde  in totaal 28 interlands (11 doelpunten) voor het Paraguayaans nationaal elftal in de periode 1979-1993. Hij nam in 1986 met zijn vaderland deel aan het WK in Mexico, waar Paraguay onder leiding van bondscoach Cayetano Ré de achtste finales bereikte.
Hij overleed aan hartfalen op 55-jarige leeftijd.

## Erelijst
New York Cosmos
- Topscorer North American Soccer League

1983
- NASL Most Valuable Player Award

1983
 América de Cali
- Colombiaans landskampioen

1985, 1986